# げんしけん
『げんしけん』は、木尾士目による日本の漫画作品。『月刊アフタヌーン』（講談社）誌上で2002年6月号から2006年7月号まで連載されたのち、2010年12月号より『げんしけん 二代目』と題して再開され、2016年10月号をもって完結した。表題の「げんしけん」とは物語の舞台となる大学のサークル「現代視覚文化研究会（現視研、The Society for the Study of Modern Visual Culture）」のこと。本作は「げんしけん」に所属するオタク達のリアルな日常を描いたコメディであり、各種のサブカルチャーが登場する。
2004年10月から12月までアニメ『げんしけん（以下第1期）』が、2007年10月から12月まで同『げんしけん2』が独立テレビ局各局で放送され（UHFアニメ）、2013年7月から9月まで『げんしけん二代目』がTBS系列および一部独立局で放送された。その他にソフト、単行本の購入特典としてドラマCD、OVAが制作されている。作中作からのスピンオフ作品として『くじびきアンバランス（以下くじアン）』、並びに架空のアダルトゲーム『ラーメン天使プリティメンマ』がメディアミックス化されている。
本作は2005年に講談社漫画賞並び文化庁メディア芸術祭にノミネートされた。2017年5月時点で累計発行部数は500万部を突破している。

## あらすじ

### 第1巻 - 第9巻
椎応（シイオウ）大学サークル棟304号室「現代視覚文化研究会（以下現視研）」。かつてオタク文化の垣根を越えるべく誕生したこのサークルも、今では活動目標と存在価値を失いオタクの溜まり場と化していた。
新歓祭。新入生の笹原は、見学先の現視研で斑目・春日部らの手痛い歓迎を受けつつも入会する。一時は廃部の危機に瀕した現視研だったが、幼馴染の春日部&高坂、コスプレおたくの大野&田中とカップルが続々と誕生。さらに笹原の妹・恵子が高坂の横恋慕を企み、斑目もまた春日部に想いを寄せるようになっていた。
2年目。二代目会長となった斑目だったが新会員の獲得に失敗。さらに春日部の不可抗力によるボヤ騒ぎで活動停止の憂き目にあう。一方で高坂の同伴者でしかなかった春日部は、不祥事の罰に渋々応じつつも現視研に染んでゆく。年が明け活動再開の矢先、三代目会長となった笹原は「コミック・フェスティバル（以下コミフェス）へのサークル参加」を宣言。現視研に久々の目標を立ち上げた。
3年目。漫研で騒動を起こした自称「オタク嫌い」の荻上が引き取られ、早速大野と衝突する。一方笹原主導のサークル参加計画は経験不足から難航するも、春日部・荻上のフォローにより目標を達成した。だが学園祭の時期が到来しても、未だ現視研では荻上、大野の対立と、斑目の就活が続いていた。
4年目。荻上と大野の対立が解消され平穏が戻った現視研。就活中の笹原はどこか頑なな荻上に距離を感じ、荻上もまた根強いオタク嫌いが災いし、笹原と向き合えずにいた。それでも変わらぬ笹原の優しさに、気持ちを偽れず泣き崩れる荻上。彼女の涙の意図を察した笹原は、覚悟を決め告白する。

### 『二代目』（第10巻 - 第21巻）
新歓祭。新会長・荻上は新会員獲得に向けイラストパフォーマンスに挑戦、万感の思いをボードにぶつけた。腐女子・吉武と同じく矢島はその姿に惹かれ入会。女装して見学に訪れた腐男子・波戸も女子として内密に加わり、総勢7名の現視研は「腐女子サークル」として新生した。
現視研が変わりゆく一方で、斑目は相変わらず部室に出没していた。波戸とスザンナ（以下、スー）はその大人の優しさに惹かれ、恵子は精神的留年を続ける斑目に干渉を始める。それぞれの思惑は周囲を巻き込み、やがて奇妙な恋愛騒動へと発展してゆく。

## 椎応大学
舞台となる大学は作中の描写に拠れば、立地場所は「新宿から20分」「都内の山中」「秋葉原まで快速で1時間未満」「市内」とされる。『げんしけん OFFICIAL BOOK』では「都心から電車で1時間、東京の端」「新宿から電車で30分、丘の上」とされている。
サークル棟は4階建てで、中庭を囲む回廊状の形式を成す。
取材協力に「中央大学広報課」とあり、中央大学がキャンパスのモデルとなっている。

## サークルおよび登場人物
※人名の呼称（カタカナ）は作中の表記に沿い、「*」付きはアニメの作中、およびクレジット表記のものを示す。担当声優は『第1期（OVA版を含む）』『げんしけん2』 / 『二代目』の順とし、特に明記のない場合は『げんしけん2』までの担当を示す。

### 現代視覚文化研究会
通称「現視研」。オタク文化の一環である漫画、アニメ、ゲームを総合して発足。20年近い歴史の中で歴代会長は僅か5名。部室はオタク系グッズ（以下オタグッズ）の山で、サークル自治委員会（以下自治会）などからの評価は低い。ロッカーには大量の同人誌が保管されており貸出自由。主な活動内容はゲーム、ビデオ鑑賞（アニメ）、読書（漫画）。『二代目』ではコスプレ、漫画制作。学園祭での催しは使い回しの展示会で、後にコスプレ企画に変わる。新会員（主に男子）を対象にした恒例のドッキリイベント有り。年々男女比が推移し、『二代目』では女子が多数派となる。会誌名は『メバエタメ』。コミフェス参加時のサークル名は『げんしけん』。アニメ版では「律子・キューベル・ケッテンクラート（以下「会長」）」のポスターが表扉を飾る。
笹原 完士（ササハラ カンジ）
声 - 大山鎬則 / 小橋達也
第9巻までの主人公的存在。三代目会長。2歳下の妹・恵子がいる。高坂、春日部と同期。同人誌サークル「げんしけん」代表。1984年1月13日生まれのB型。服装はフリースジャケット系。会誌や同人誌におけるペンネームは「ベンジャミン武世」。
2年次年明けに会長就任。同時にコミフェス参加を宣言し、サークル本「いろはごっこ」を発表する。卒業後は編集プロダクション「鷲田社」に就職。編集者、先輩、そして恋人として荻上を支えてゆく。
恵子以外には物腰が低く優しい性格。会員の着メロを聴き当てるなどそれなりの知識人。「なるべくしてなるタイプ」を自認し、雑務を担当することが多い。
特技は無く創作活動が苦手だが、後に趣味と経験を活かし編集者となる。モットーは「作者のやる気を損なわないこと」。
【アニメ版】
八王子市に在住。猟奇系ゲームが苦手。
高坂 真琴（コーサカ マコト）
声 - 斎賀みつき / 大原桃子
笹原と同期で春日部と幼馴染。1984年2月2日生まれのB型。髪型は金髪セミショートで分け目なし、六四分け等。小学生時代は坊主頭。現在はペンネームは「トシゾー」。
現視研の呑気な空気に惹かれ入会。1年次の学園祭ではアニ研主催のゲーム大会で優勝。3年次のサークル参加の際は、即売会にてコスプレ姿で販促に従事。4年次にはプログラミングを独習し、アダルトゲームメーカー「プシュケ」に就職。在学中から激務に見舞われ出席率が激減する。『二代目』では夏コミの自社ブースで男の娘に扮したコスプレで販促活動を行った。
豊富な知識と別次元のテクニックを誇るゲームオタク。格闘ゲームの腕前は全国レベルで、自室はゲームソフトとハード機で埋め尽くされている。
端麗な容姿の美少年で、ボディーケアを要さない脚線美を持つ。女子系コスプレもノリノリでこなし、仲間や波戸を困惑させた。
性格は温厚かつ冷静。気さくな社交派で対立描写はないが、大野の「斑目のほうが春日部を幸せにできそう」の発言には流石に不快感を露わにした。
春日部との再会直後はアプローチに気づかず、見かねた斑目の後押しで告白する。その後も半同棲状態の中でハードな趣味を押し通すが、これは「彼女を大事にしてる」彼なりの愛情表現であり、趣味以外では誠実。
「政治家の愛人の息子」という設定案があったがボツになった。
春日部 咲（カスカベ サキ）
声 - 雪野五月 / 佐藤利奈
笹原と同期で高坂と幼馴染。1983年7月19日生まれのAB型。茶のミディアムヘアーに洒落た服装の美女。（一部を除き）先輩に対してもタメ口調。高坂、大野から名前で、恵子から「ねーさん」と呼ばれる。名付け親は祖母で「おばあちゃん子」。ヘビースモーカーであったが、下記のボヤ騒ぎが原因で火恐怖症となってしまい、結果的に禁煙することになった。
廃部騒動後に正式入会。2年次にはボヤ騒ぎの罰と大野への償いとして、学園祭のコスプレ大会に出場し優勝。3年次には朽木と荻上の移籍を取り持ち、頓挫寸前だった同人誌制作を指揮する。卒業後の服飾系の起業に向け、4年次は準備に奔走。卒業前に大野との約束通り、非公開のコスプレ撮影会を開催する。『二代目』の学園祭では斑目と二人きりの部室で不器用な告白を受ける。
惚れた男がオタクであったことから関わりを持つが本人は非オタク系一般人。オタクに悪意を抱いており、同類扱いされると激怒する。また高坂が現視研に入り浸っていることや、弱みを握られ否応なしに入会する羽目に陥った反動などから、現視研を潰そうと息巻いていた時期があった。高坂をオタクから脱却させるべく奮闘するも悉く失敗に終わり、周囲から痛々しくも健気な姿勢に同情されている。
毒舌家で暴力的だが面倒見がよく、斑目から「よく泣く」と指摘されるほど涙もろい。
話術が得意で英会話に堪能。「整形を見抜ける」と語り、厚化粧の恵子が兄と瓜二つなことや、波戸の女装を看破している。
コスプレについては「思い出したくない体験」としながらも、一定の理解を示している。
【アニメ版】
『第1期』『げんしけん2』では金髪。
斑目 晴信（マダラメ ハルノブ）
声 - 檜山修之 / 興津和幸
二代目会長。田中、久我山と同期。1982年10月25日生まれのO型。長身で痩身。ショートヘアに刈り上げのおかっぱ。丸眼鏡と口元から覗く八重歯が特徴。恵子などから故意に「ワタナベ」と呼ばれる。ペンネームは「マムシ72歳」。「前世は蛇」らしい。
3年次に会長に就くも成果の無いまま活動停止となり、年明けに就活を理由に引退する。卒業間際にようやく学校付近の会社に就職先が決定。入社後も昼食がてらに出張する。『二代目』では学園祭にて春日部への長年の片想いに決着をつけ退職。
容姿、趣味、話し方と三拍子揃った典型的二次元オタク。論理的な考察や分析を好み、適当なテーマを掲げては作品の評論を始めたがる。また自身のオタク歴から恋愛に関しては諦観の域に達しており、積極的な行動をとることはない。得意分野に関しては強気で春日部とよく口論したが、それ以外では弱気。現在では会員達の間で「総受け」と認識されている。14巻描き下ろしにおける田中、久我山を交えた飲み会での会話によると昔から恋話や猥談にはノッテこないところがあったとのことで普段の行動もほとんどは本音を隠すポーズだった面も多い。
災難に見舞われることが多く、冬コミで二度右手を大怪我している他、度々春日部に殴られている。
『二代目』では料理ができるという事実が判明。コミフェスなどに対しては往年の情熱を失い戸惑い気味。突如として発生した「斑目ハーレム」に関しては混乱の極みに至っている。その後、春日部の計らいでスーと付き合うこととなる。
【アニメ版】
八王子市に在住。経済学部。失言が原因でクラスの女子から総スカンに合った苦い過去を持つ。
田中 総市郎（タナカ ソウイチロウ）
声 - 関智一 / 近藤孝行
斑目と同期。1982年12月22日生まれのAB型。後髪を束ね、無精髭で小太り。線のような細目が特徴で、「両目」を見開くことは稀。ペンネーム、コスプレネーム、ハンドルネームは「梟」あるいは「FUKUROU」。
田中の守備範囲である模型製作、コスプレ衣装制作のためのサークル予算の事情でアニ研から移籍。2年次までサークルの実務を担当した。学園祭では大野とコスプレ企画で活躍。趣味をライフワークとすべく、卒業後は上野の服飾専門学校に入学。学業の傍らコスプレ活動の支援を続ける。将来は衣装のオーダーメイド店を開きたいらしく、同様の夢を持つ春日部と相談していた。
衣装制作とコスプレが趣味で、撮影者としても活動。大野の入会以降は制作熱に拍車がかかり、会員の衣装まで無断作成。現視研の貴重な作り手で、目測で寸法を測るなど、その数々の技巧は会員から畏怖されるほど。職人気質ゆえにストイックな一面を持つ。
模型製作とフィギュアも趣味。会員に熱心に製作指導に当たり、コスプレで厳しい予算の中ストフェスに出向く。後に（大野が下着モデルの）原型制作も開始。これらのオブジェを雑に扱う春日部に恐々とし、恫喝で威圧することもあった。
男子会員で唯一ショルダーバッグを愛用。コミフェスではコスプレイベント（と大野の荷物持ち）優先のため、買い出しでは別行動が多い。
常識人の部類に入り性格は優しく温厚。だが、趣味絡みでは饒舌、激情へと変わる。
大野との交際に1年以上も要した奥手だが、『二代目』にてようやく遠回しのプロポーズを告げる。
【アニメ版】
頼み事を断れない性分で、大野の嫉妬を他所に知人やアンジェラの衣装も作成。男としての自信の無さから交際を躊躇するも、大野の熱意に負け告白。その後は荻上から「雰囲気が変わった」と評される。
『二代目』のCVを担当している近藤は『第1期』にて数回出演歴がある。
久我山 光紀（クガヤマ ミツノリ）
声 - 乃村健次 / 安元洋貴
斑目と同期。1982年6月29日生まれのA型。短髪に太った巨体。春日部からの呼び名は「クガピー」。ペンネームは「KODAMA」。
部室では主に落書きをして活動。4年次のサークル参加では就活で多忙な中、荻上と共にメイン原稿を執筆した。卒業後は医療器具メーカーの営業勤務で外回りの日々。
荻上の入会まで唯一絵の描ける会員で、自室では内密にエロイラストを執筆。画力はそれなりに評価されるレベルだが漫画制作の経験が無く、そのことが同人誌制作で仇となる。
性格は温厚で控え目。田中から恋愛相談を受けるなど陰の支え役でもある。
どもりがちで人ごみでは声が通らないほど小声だが、文句だけは大声。『くじアン』の「山田薫子」のファン。フォトショップやスキャナを所有しコラージュも制作。自動車免許を持ち、海水浴には運転手役を務めた他、『二代目』でも運搬係として仕事の合間に駆り出される。他の初期メンバー全員に彼女ができた中、自身の恋愛には「たぶん一生童貞」と悲観的。そのためかキャバクラに入れ込んだり、風俗に行くことも考えている様子。
【アニメ版】
大野との関係に悩む田中を諭し、就活で落ち込む笹原を励ます等、相談役として活躍。
大野 加奈子（オオノ カナコ）
声 - 川澄綾子 / ゆかな
四代目会長。原作6話より登場。ボストンからの帰国子女で後期入学生。1983年7月14日生まれのO型。長身。長髪で普段はストレート、他にポニーテール、三つ編等。左目と口元にほくろがある。講義や即売会では眼鏡を着用。主に丁寧口調で話す。アンジェラからの呼び名は「カナコ」。ペンネームおよびコスプレネームは「神無月 曜湖（かんなづき ようこ）」。
同じ趣味の田中と意気投合し入会。2年次の学園祭では撮影会が中止、およびコスプレ大会の病欠と不遇が続いた。年明けから田中と交際。サークル参加の際はコスプレで販促を担当。3年次の学園祭にて撮影会を主催。春には「こすけん（コスプレ研究会）」化を目論見つつ会長就任。『二代目』ではスーとコスプレに明け暮れ、泥酔状態で撮影会を開催。卒論未完、内定未定で留年した。
在米時から活動を続けるコスプレイヤーで、大学内外のイベントで活動。「楽しいコスプレ」を目指しつつ内面までキャラ作りに拘る真摯ぶりで、愚弄的言動を嫌う。強引な勧誘ぶりに春日部、荻上から呆れられているが、自己表現を臆さない姿勢は逆の状態にある荻上を動かす一因となる。また扮装という点から波戸の女装癖にも即理解を示している。他の趣味に田中の影響で始めたガンプラ製作がある。
「ハゲ」「ヒゲ」「オヤジ」フェチの腐女子。マイナーさ故に秘匿していたが、春日部から理解を得られカミングアウトした。美少年には無関心だがフェチとコスプレは「全然別」と語り、美形の女装や男装には興味を示す。
春日部から「サッカーの（ボール）」と揶揄される巨乳で、サークルの色仕掛け担当でもある。
好きなものは酒で一升瓶を開けないと酔わないザル。苦手なものは水着。
ボヤ騒ぎの際、春日部の放った汚水を浴び原因不明のアレルギーを発症。一時期マスクを常用していた。不遇続きでやさぐれていた時期でもあったため、その後も腹に一物ある時はマスクを着用している。
田中との進展は遅かったものの、今では何でもOKの関係。『二代目』では「田中待ち」と称して学業が疎かになり、プロポーズに際し「留年して待ってます」とダメ人間発言をしてしまう。実際かなり面倒な性格なので、朽木からも大野を受け止められるのは田中くらいだと言われる。
【アニメ版】
田中には「頼れる優しい男性」として惹かれ、アダルトゲームの同伴プレイで結ばれる。
朽木 学（クチキ マナブ）
声 - 石田彰 / 福山潤
原作12話より登場。笹原の1年後輩。千葉県成田市出身。1985年3月21日生まれのB型。細型の体躯と顔、「3」状の口が特徴。自称および春日部からの呼び名は「クッチー」。『二代目』では（波戸が女装の時は）唯一の男子会員。
仮入会後次第に遠のき、移籍したアニ研も追い出される。翌年春日部の許しを得て復帰し、度重なる制裁にもめげず居座る。
2年次の夏コミにて「開場前行列」という汚れ役を担当。3年次の新歓祭では誤解と失敗を招くも、学園祭では自ら発案したコスプレ体験会を運営し、成功させる。『二代目』では波戸の加入に歓喜し、腐女子だらけの現視研に順応する。親のコネで地元の銀行への就職が決定。卒業前に部室に収蔵されていた同人誌を「持ちこんでいた私物」と称して借りパクしようとして荻上に突っ込まれた。送別会にて念願だった大野への胸モミが叶う直前、新会長の矢島に阻止される。
現視研の問題児。仲間外れが嫌で、自重しない放言やツッコミの度に余計に疎まれる。セクハラも旺盛で特に女子からの印象が悪い。『二代目』でも突如出没しては緊迫した場を混乱させ、結果的に波戸の窮地を救うこともあった。前述のとおり、自爆ネタの所為で尚更ぞんざいに扱われ続けていたので卒業式で後輩会員からの寄せ書きと花束の贈呈という「ごく普通の対応」をされた際には感激でマジ泣きしており、その際には一人称は「俺」だった。
【アニメ版】
登場シーンと自爆率が増えた分、扱いもさらに不遇化。大野、高坂からも仕置きを受け新歓、追い出しコンパでも放置される。『げんしけん2』エンディングにも未登場。
荻上 千佳（オギウエ チカ）
声 - 水橋かおり / 山本希望
笹原の2年後輩。五代目会長。原作24話より登場。1986年3月28日生まれのA型。山形県出身。朽木からは「オギチン」、恵子からは「お姉ちゃん」、スーからは「チカ」と呼ばれる。
小柄で大きなジト目で近眼。高校までは眼鏡だが、大学からはコンタクトレンズを使用。セミショートで中学ではおさげ、高校では後髪を束ね、大学ではもみ上げと頭上を束ね立てた「筆あたま」、『二代目』以降は執筆時を除きストレート。
無愛想で生真面目なツンデレ。普段はやや雑な丁寧口調だが、時折東北訛りが出ることもある。強気に見えて押しに弱い「待ち」体質。「眼鏡受け」属性を持つ腐女子。
当初は漫研に所属していたが他の部員とトラブルとなり、高柳が現視研に頼み込む形で入部する。オタク（特に女オタク）嫌いを公言し、入部当初は攻撃的な言動が多く周囲と軋轢を生むこともあったが、次第に態度が軟化する。合宿にて笹原から告白を受け、間もなく交際。3年次より大野から指名を受け会長に就任し、自分を受け入れてくれた現視研を守るべく個性的な面々をまとめてゆく。笹原との交際以降は心境の変化に伴い瞳に光が宿り、『二代目』以降は顔つきが柔らぎ落ち着きが表れる。
小さいころから漫画を描いており、画力と速さを備え、作品への自負も強い。1年次のサークル参加ではイラストの寄稿と久我山のアシストを担当。2年次より同人誌サークル「雪見庵」として同人活動を開始し、夏コミにて『あなたのとなりに』を発表。学園祭にて個展を開催し、直後の新歓祭では、ホワイトボードに即興でイラストを描くアートパフォーマンスを披露した。自身の妄想を具現化することに躊躇した時期もあったが、やがて作品の反響に対する重責を担い、部室で過激な原稿を執筆するまでに成長。在学中に『アフタヌーン』誌にて商業誌デビューを飾る。『二代目』では一時期スランプに陥るも、即売会ではファンが訪れる程に人気が出始めている。ペンネームは「於木野 鳴雪（おぎの なるゆき）」。
中学時代、腐女子仲間だった中島に唆され、当時交際していた巻田を題材とした過激なイラストを作成したところ、そのイラストのコピー本が学内に流出し問題となる。その顛末は学校中に知れ渡り、アダ名が「ホモ上」となる。巻田は不登校となりその後一度も顔を見ることなく転校してしまい、彼を傷つけたことを後悔し、自身を含むオタクを嫌悪するようになる。現視研に入部するまでは自暴自棄で攻撃的になり孤立していた。トラウマとしてしばしば悪夢に苛まれるようになる。現在でも騒動の当事者である旧友と出会うと動揺を隠せない。
窮地に陥ると衝動的に逃走する癖があり、サークル棟二階から飛び降りている。また同三階の他、中学時代には校舎屋上から投身未遂を起こしている。肝心な所で笹原を避けてしまう一因でもある。
【アニメ版】
八王子市に在住。視力は0.1程度。性格は原作よりソフトで、会員を気遣う仕草も見せる。オタク同志の恋愛を悲観視しながらも次第に笹原に好意を寄せ、編集社への内定が決まった彼に作品を託すことを決める。
『第1期』には最終話エンディングにのみ登場。水橋演じる荻上は『OVA版』に先駆け『くじびき♥アンバランス』の予告ナレーション（声のみ）にて初登場。
会長
声 - うえだゆうじ
初代会長。姓名不詳で会員から「会長」「初代」と呼ばれる。つぶらな瞳と丸眼鏡が特徴。ポーカーフェイスと飄々とした態度で掴みどころの無い人物。サークルが危機に瀕する度に忽然と登場。
16年以上在籍の可能性を持つ。廃部騒動にて暗躍後、ソフトな脅迫で春日部を入会をさせた。翌年春に卒論制作に伴い（ようやく）引退。活動停止の中、春日部に廃部の回避を伝え慰める。その後は『二代目』に至るまで未登場。
「人間行動学に関するデータ」と称し、長年にわたり情報を収集。そのストーキング能力は警戒心の強い春日部ですら察知不可。学生のプライバシーや情事から自治会の未公開事項に至るまで、様々な情報を網羅する。基本的に漏洩はしないが、事態を丸く収めるための手段として利用することもある。
素性は一切不明で実務も田中に一任。部室外で見かけることは稀だが携帯での連絡は可能。一瞬の内に現れては消え、無言時の存在感が薄い。
【アニメ版】
『げんしけん2』では回想シーン中に1カットのみ登場（7話）。
原口
※原口を参照
元会員。後に漫研に移籍（?）。
笹原 恵子
※笹原恵子を参照
正式会員では無いが、大野の会長時には他校からの参加扱いとなる。

#### げんしけん 二代目からの会員
荻上の3年次に入会した会員で、『二代目』における中心的人物。腐女子属性という共通点があり、荻上の漫画アシスタントも兼ねる。
スザンナ・ホプキンス
声 - 後藤邑子 / 大空直美
原作40話より登場。細身で幼児体型。長い金髪でスタイルは多彩。水色のジト目で無愛想。通称は「スー」で吉武からの別称は「チーフ」。大野のアメリカ人の友人である。当初の下宿先は留学生寮らしき所だったが、後に偶然だが波戸の隣室である202号室に引っ越す。
荻上の2年次にアンジェラと来日。直後の夏コミにて荻上のファンになる。年末には彼女の許でホームステイを体験。翌年の留学早々入会する。忠実かつ優秀なアシスタントを務める傍ら、看板娘としてコスプレで活動中。
日本の作品を好む二次元オタク。留学生活の順応に伴いサブカル全般にわたり知識を吸収。そのため昔の娯楽作品などのマニアックなネタが増え、周囲が追いつけない状況にある。大野の在米時から同人誌を愛読し、そのチョイスには定評がある。
初来日時の語学力はアニメや漫画のセリフ程度だったが、ホームステイの際は片言で会話が交わせるまでに上達。日常会話にも不自由しないようになり、プロフィールも漢字混じりで概ね正しく書いている。
無口で心中が読みづらい。ネタ発言も多く冗談と本気の判別が困難。会員にはそれなりに心を許しており、口数や表情は以前に比べ豊富である。
指示の際はよくジェスチャーを使う。アイデア豊富で頭脳明晰、目配りも気配りも利くが、その方向がズレたり裏目に出ることも。大野同様、悪巧みの際はマスク姿。素早い身のこなしの格闘術を見せ、朽木への高速の掌底打ちの他、柔道経験者の波戸にも勝利している。
スキンシップに乏しく人に懐くことは稀。そのため友人にアンジェラや大野がいるものの母国では浮きがちで、寄宿寮でも交流がなかった。
当初は斑目と波戸の間を取り持つ素振りを見せ、その様子まで観察。後に自らも斑目に迫るが、行動に一貫性が無く困惑気味だったが、朽木主催の卒業旅行にて斑目が「怖くない男性だから特別」だったことを明かし「好き」と気持ちを伝えた。その後、斑目と付き合うことになる。
吉武 莉華（ヨシタケ リカ）
声 - 上坂すみれ（二代目）
1986年4月2日生まれ（荻上とは6日違い）。2歳下の妹・莉紗がいる。小柄で童顔。長いポニーテール。外見は高校ではオタク風だったが、作中ではアンダーリムの眼鏡をかけた垢抜けた格好になっている。同期に「っち」を付けて呼び「ッス」を多用するなど、くだけた口調で話す。
一浪後に入学し、荻上のパフォーマンスに惹かれ入会。アシスタントや会報への小説寄稿といった創作活動を開始する。
「歴女系腐女子」で好みのジャンルは戦国武将。明るく物怖じしない性格。年長で弁が立つことから同期を引っ張る役回りを担う。面白そうと思えば即行動に移し、度々騒動を起こす。
現実的見解から波戸と斑目の展開には悲観的。一方で、矢島と波戸を交際させようと考えている節がある。
矢島 美怜（ヤジマ ミレイ）
声 - 内山夕実（二代目）
栃木県出身。11月7日生まれ。リムレスの眼鏡を着用。短めのボサ頭にノーメイク。平凡なシャツとジーンズ姿が基本。周囲からは大概名字呼びされているが、美作からは「みれぇ」、朽木からは「ヤジさん」と呼ばれている。
荻上のパフォーマンスに惹かれ入会。画力は未熟ながら、臆さぬチャレンジ精神は吉武から尊敬されている。また、話作りの方はうまい。
外見も言動も女性らしからぬ典型的腐女子で、承知の上でそのスタイルを貫く。現実の美男子に興味が無く「アイドル嫌い」を自称するが、莉紗の男装や平時の波戸には動揺を見せる。
性格は生真面目でやや頑固。自室を宴会場に提供し、恥を覚悟でコスプレに付き合うなど人当りは良好。同期の中では最も常識人でツッコミやフォローも多い。時折暴走状態や挙動不審に陥ることがある。朽木の卒業式に荻上から六代目会長に指名される。
波戸の女子力の高さに衝撃を受けつつ、あくまで男子として好意を抱いてゆく。波戸が自分の話作りの下手さに気付いて相談してきたときは、「ようやく自分に目が向いた」と内心思っていた。
太めの体型だが、送別会で朽木に腹を揉まれ、ダイエットを決意した模様。
波戸 賢二郎（ハト ケンジロウ）
声 - 加隈亜衣（女声）、山本和臣（男声）（二代目）
『二代目』における主人公的存在。新潟県出身。9月18日生まれ。3歳上の兄・雄一郎がいる。中学では柔道部、高校では美術部（漫研）に所属。茶系のショートヘアで女装時は数種類のウィッグを使用。女装時は声色が異なり、平時は同期にタメ口、女装時は丁寧口調。自治会には他校からの参加者「竹谷 実可子（たけや みかこ）」を名乗る。第2人格・810を抱えている。
「腐女子に拒絶されずに一緒にBL話がしたい」と、女装姿で現視研を見学。アクシデントで露呈するも、大野の提案でそのまま入会する。以降大学にて「放課後に現れる謎の美少女」と噂されるが、その正体は会員と関係者のみの秘密。
高校のころから女装にのめり込む。活動時は基本的に「男の娘」で、その姿は荻上から「正当派美人」と評される。振る舞いや思考も女性的で、女子との相部屋でも平然と眠り、寝姿や寝言も完璧。自己催眠や同性愛まで疑われるが、「BL作品が好きなだけ」と、あくまで腐男子であることを主張している。
ファッションセンスが高く、露出の多い服装でも体格的違和感が無い。当初は大学の女子トイレで着替えていたが、後に斑目の下宿先が更衣室として宛がわれる。髭や体毛を嫌い女性らしさを維持するため、ボディーケアと化粧道具は欠かせない。
デッサンの基礎を備えており、画力は荻上を凌ぐものがある。担当の背景も完璧な上、画風を初見で会得するなど潜在能力も未知数。しかし心理面で難があり、平時では特異キャラしか描けず、女装時でもコマ割り無視の過激なBL調になる。ただし、自身が描いた漫画を矢島の作品と一緒に批評された際は画力しか褒められず、漫画としての話作りは下手だったことが発覚。自身とは正反対で話の作り方は上手い矢島にアドバイスを乞う。
柔道初段の実力者で朽木のツッコミを担当。料理は苦手だが斑目の腕前を知ってからは鋭意練習中。
性格は真面目で控え目。情緒不安定な様子で、特に平時では暴走気味に場をかき回すことが多い。
気さくな斑目と馴染むにつれ好意を自覚。810の扇動に混乱しつつも「斑目受け」から「ハト×マダ」「マダ×ハト」に至るまで、その妄想は止まる所を知らない。好意を自覚する以前から斑目に好意的な女性に敏感で、嫉妬や動揺を露わにする。また、仕方ないことだが他のライバルが胸を強調すると荒れたりもする。
兄の恋人である神永は女装モデルの一人で憧れの存在でもある。難なく「男の娘」に扮し斑目とも親しい高坂に、羨望と敗北感を抱く。
当初は私物を隠す目的から広い部屋に下宿。大学から遠く着替えに難儀していたが、開き直った後は近場の新築アパートに引っ越した。
中学では後輩部員から色目を使われ、高校では神永の描いたBLイラストを見たことが周知となり孤立した。これらの経緯が男であることに引け目を感じ、やがて女装にはしる原因となった。
※810を参照

### 漫画研究会
通称「漫研」。学園際での催し物は喫茶店。サークル参加の際は高柳らが協力。春日部、大野に対する女子会員の嫌悪（と嫉妬）が激しい。加えて荻上がサークル内の火種を炸裂させて以降、女子の間で派閥化が進み分裂、牽制状態にあるため、現視研への風当たりはさらに強くなった。
アニメ版では、全盛期の会員数は50人程で、笹原の入学時は4、5人程度。学園際での催し物は似顔絵描き。『げんしけん2』では男女間で分裂状態にあり女子が活発。漫研名義での発行は2年に1回程度。
加藤、藪崎、麻田は単行本の描き下ろしからの登場。『二代目』では藪崎と麻田が活躍。
高柳（タカヤナギ）
声 - 柳沢栄治
笹原の1年上。小太りな体型に、波打つ口元が特徴。時折語尾の「な」を「にゃ」に変えて喋る。斑目からの呼び名は「ヤナ」。コミフェス参加に助言し、荻上を（半ば押し付ける形で）紹介するなど現視研との関わりが深い。原口の横暴や女子会員の派閥抗争に頭を悩ます苦労人。
【アニメ版】
作中における解説的存在。荻上の移籍後も様子を気にかけ、作品も評価していた。
加藤（カトウ）
声 - 中尾衣里 / 笹本菜津枝
藪崎の1年上。「貞子ヘアー」とソバカスが特徴で、前髪で隠れた素顔はお約束通りの美形。話し方は普段はぶっきらぼうだが素顔の時は優雅。
面倒見が良く、荻上と藪崎の間を取り持ちつつ、複雑な事情を抱える漫研の均衡を保つ。大野と仲が良く、趣味嗜好も共通点がある。『二代目』では多忙な就活で出席率が減少。
荻上 千佳
※荻上千佳を参照
元会員。後に現視研に移籍。
藪崎 久美子
※藪崎久美子を参照
元会員。
麻田 直子
※麻田直子を参照
元会員。

### アニメ研究会
通称「アニ研」。学園祭で主催したゲーム大会では、現視研から景品用にソフトの提供を受けた。別の年には漫研との合同企画で短編アニメを製作、上映。現視研の存在を「不要」と見なし、合同企画でも無視を決め込む。
田中 総市郎
※田中総市郎を参照
元会員。後に現視研に移籍。
朽木 学
※朽木学を参照
元会員。後に現視研に移籍。

### サークル自治委員会
通称「自治会」。各サークルの動向に目を光らせ、新歓祭、学園祭でもチェックを怠らない。
北川（キタガワ）
声 - 小林沙苗
笹原の1年上。ショートカットで眼鏡を着用。女気に乏しい身なりとイタい態度が特徴。水虫持ちで内密に治療中。
2年次にて副委員長を務める。学園祭後に現視研の無許可撮影会を厳重注意。廃部騒動では春日部から抗議および水虫をネタに脅迫を受けた。3年次のボヤ騒ぎでは被害者と延焼を出すこと無く迅速に対応。学園祭のコスプレ大会にて即座にトラブルを収束した後、春日部に嫌がらせの仕返しをした。
風紀に厳格なだけでなく指揮能力に優れ、デスクワークでも辣腕を振るう。そのイメージから将来はキャリアウーマンかと思われたが、専業主婦となった模様。
委員長に想いを寄せる中、春日部の脅迫がきっかけで結ばれる。そのため一応は現視研に感謝しており、監視を強化しつつも強硬な姿勢は見せなくなる。
春日部とは廃部騒動から続く犬猿の仲だが、涙目で反省する彼女を気遣う一面も見せる。卒業式では水虫の完治に近々結婚と、幸せぶりを春日部に見せつけていた。
【アニメ版】
『げんしけん2』では茶髪。春日部とは互いに「水虫カップル」「オタップル（オタク同士のカップル）」といがみ合う一方で、活動再開に尽力した彼女を「（現視研が）お似合いだよ」と労っている。
委員長
声 - 小野大輔
姓名不詳。北川の1年上で、3年次に委員長を務める。北川とは対照的に温厚で、激高する彼女をなだめ制する。北川とは両想いで水虫を承知の上で告白する。
三上（ミカミ）
声 - 田丸裕臣（二代目）
荻上と同学年の委員長。北川仕込みの厳格な人物。3年次に内定済で、まともに就活をしない大野に厳しい態度で迫る。
播磨（ハリマ）
声 - 斎藤寛仁（二代目）
三上の後輩。竹谷（女装した波戸）に興味を持ち、接触を試みる度に三上や後輩（声 - 古川慎）に嗜められる。その一連のやりとりは現視研の腐れガールズトークの餌食となっている。

### 大学関係者
原口（ハラグチ）
声 - 石井康嗣
笹原の2年上で現視研の幽霊会員。大柄な肥満体。笑みを浮かべ嫌味な言い回しで話す。陰口での呼び名は「ハラグーロ」。
3年次には既に漫研に会費未納で居座り、廃部騒動のどさくさに高坂、大野を勧誘した。サークル参加の際には、勝手に他の作家との共作を進めた。
大手同人サークルに幅広いコネを持つ「同人ゴロ」。編集者を自称し横暴な仕切りとピンハネで私腹を肥やす。また非常に厚顔で、笹原相手に現視研の面々を聞こえよがしに酷評した挙句、「プライベート発言」と釘を刺す。多くのサークル、同人作家達から疎まれており、笹原にとっても反面教師的存在。
利に聡く現実的な一面を持ち、実行力自体は一部で評価を受けている。普段は辛辣な現視研にも、利用価値があると見れば懐柔に出る。笹原の制作方針も「オナニー」と一蹴し、商業主義の否定を嘲笑った。
【アニメ版】
現視研の新歓コンパに参加せず、同刻同場所で催された漫研のコンパに参加。後に大手同人サークルとトラブルを起こし、行方をくらました模様。
沢崎（サワザキ）
声 - 伊藤健太郎
朽木と同期の仮会員。格闘ゲームの腕前に自信を持っていたが、春日部の姦計に嵌り高坂と対戦。ゲーマーと男の両方のプライドを潰され姿を消す。
【アニメ版】
垢抜けていることをアピールするも、その図々しさが春日部の不興を買う。テストでの惨敗後、高坂と春日部を見かけた途端に退散した。
藪崎 久美子（ヤブサキ クミコ）
声 - 高木礼子 / 米澤円
原作49話より登場。荻上と同期の元漫研会員。同人誌サークル「やぶへび」主催。ふくよかな体形に三つ編みのおさげが特徴。関西出身で関西弁で話す。荻上と同じ「メガネ男子受け」属性を持つ。スーからの呼び名は「ヤブー」。荻上が現視研に転がり込むと共に、やがて漫画家を志す一因ともなった人物。
加藤から「漫研で最も絵が上手い」と評される実力者で、自分を担ごうとするサークルの風潮に嫌気が差している。我が強いが姉御肌の一面を持ち、悪態をつきつつ現視研の面々を気にかける。
入会間もなく漫研全体を巻き込み荻上と対立。2年次の学園祭にて再び荻上と対峙。経緯を謝罪する彼女を一旦は突き放すものの、「友達になりたい」という内心を見抜いた加藤の仲裁で和解。『二代目』で荻上のサークルに参加したことが原因で漫研女子から反感を買い、麻田共々追放される。とは言え当人は「せいせいした」と語っており、麻田共々気にしている様子はない。
荻上をライバル視し才能にも早くから着目。時折嫉妬めいた愚痴をこぼすが「彼氏持ち」という点が特に気に入らない模様であるが、荻上の良き理解者でもあり、彼女の負い目と漫研からの反発を承知の上で友人関係を続ける。また当初はスーを苦手としていたがのちにいいコンビとなる。
【アニメ版】
口調がやや横暴なせいか漫研では孤立気味。荻上とは同人誌における好みのジャンルやサークルまで共通する。
麻田 直子（アサダ ナオコ）
声 - 斎藤桃子 / 多田このみ
藪崎の1年下の元漫研会員。ツインテールでどんぐり目の猫顔。語尾に「ニャ」をつけるなどキャラ作りを意識した口調だが、対照的に発言はキツめでツッコミ役。漫研追放後も薮崎と行動を共にする。薮崎からは現視研への移籍を進められるが、笑ってごまかしている。
苗字は『げんしけん2』クレジットにて「麻田（にゃーこ）」と表記。『二代目』にて姓名が明らかになった。

### 会員個別の知人・縁者

#### 会員の家族
笹原 恵子（ササハラ ケイコ）
声 - 清水香里 / 葉山いくみ
原作11話より登場。1986年6月10日生まれのA型。笹原の妹。茶のミディアムヘアー。高坂以外にはタメ口調。主に名前で呼ばれるが、直接外では「笹原妹」「笹妹（ささいも）」。キャバクラでの源氏名は「今日子」。トラブルメーカー的な脇役だったが、『二代目』ではキーパーソンとなる。
高1の時に高坂に一目惚れして以来、オタクと疎遠な生活から一転。現視研との長い関係が始まる。
高2の夏にコミフェスを初体験し、冬コミにも春日部に騙され同伴。高3では勢いで椎応大学を受験するも、勉強不足が祟り不合格。卒業後は会計専門学校に進学し、会員と称して出入り。夏には就活中の兄にお構いなく、ゴリ押しで合宿旅行を実現させた。『二代目』ではキャバ嬢に転身。学園祭では会員と共謀し、斑目の告白を計画した。
いわゆる「ギャル系女子」で、ネタにされるほど化粧が濃い。すっぴんの顔は兄とほぼ同じ。『二代目』では化粧に加え、名刺の写真に別人レベルの修正を施している。
放任主義で育ったため学生時代は滅多に帰らず、現視研に顔を出す際も兄のアパートを利用。受験期間中は実家に戻り真面目に勉強していた模様。『二代目』では、自立してひとり暮らしをしている。
性格は短絡的で、思いつきからの実行だけは早い。感情表現も時と場所を選ばずストレート。兄にバカ呼ばわりされるほど勉強嫌いで、アニメに限らず「物語」という物に対する読解力が低い。
男を顔で選び、惚れた相手には努力を惜しまない。幾多の恋愛とキャバクラ勤めにより、人生経験豊かな大人の一面を持つ。男女関係に鋭く、兄と荻上の間柄を些細な仕草から察知している。
現視研と関わる内に「これからはオタク」と語るまでに感化。『二代目』でもキャバクラでプラグスーツのコスプレを企み、ゲームの話題にも触れている（コスプレは店から不許可とされ、ゲームに関しては客とのコミュニケーションツールとして覚えた）。
兄とは互いに見下し合う間柄。大野とは同人誌を借り受ける仲で、恋敵の春日部にも従順な姿勢に変わる。生真面目な荻上とは折り合いが悪く、度々兄に気苦労をかける。
高坂に接近を試みるも、悉く春日部に阻止される。さらに高坂が4年次から多忙となり、せっかくのサークル参加も殆ど会わず仕舞いに終わる。『二代目』以降のアプローチは鳴りを潜める一方、斑目に対し故意的な誤称や店への勧誘の他、アンジェラや波戸への対抗意識といった意味深な態度をとり始める。
とある機会に斑目に急接近するも、実は彼氏持ちだったことが発覚。その時点では斑目にトラウマを刻んだだけで終了するが、後にげんしけんメンバーの卒業旅行で再会した際はその彼氏とは別れている。斑目を「ヒモ」呼ばわりして自身が面倒をみるプランを提示するも即答を避けられたことでプライドが傷ついたのか、矢島の波戸によせる気持ちを明らかにしてさらなる混乱をもたらす。
【アニメ版】
アニメ嫌いだが克服すべく兄の下宿先で『くじアン』を視聴。『OVA版』『げんしけん2』には未登場。
吉武 莉紗（ヨシタケ リサ）
声 - 早乙女翔（二代目）
吉武の妹。ショタ属性を持つ腐女子。ショートカットでスレンダーな長身。高3の時に現視研を訪れた際は、姉の企みで1歳上の兄・理人（リヒト）を名乗る。
小学校からのバスケットボール歴を持つ。推薦入学可能な実力者だが、大学では憧れだった腐女子ライフを希望。バスケのしがらみから進学先に迷う中で諸事情で下の毛が全て抜けた波戸の全裸を目撃。これが決め手となり椎応大学を志願する。受験日に寝過ごすという大ポカをするが、急な大雪で交通がマヒ、試験時間が緩和されことなきを得る。
平素はボーイッシュで、大野が男装を切望したイケメン風。両親同様に姉妹も身長差が著しいが、胸は共につるぺたでコンプレックス気味。昔から姉に従順で、一緒だと自然にエスコートの態勢をとる。
波戸 雄一郎（ハト ユウイチロウ）
声 - 浜田賢二（二代目）
波戸の兄。母親似の弟とは対照的に男らしい顔立ちと外見。高校時代は柔道部で主将を務め、弟の才能は自分より上と予想。弟の想い人・神永と婚約する。

#### 大野のアメリカ時代からの友達
アンジェラ・バートン
声 - 甲斐田ゆき / 小林未沙
原作40話より登場。年齢不詳。金髪のショートカット。大柄で（大野に劣るものの）グラマーな体格が特徴。ネタくらいならともかく、会話レベルの日本語が全くできないため、通訳である大野がいないと会話が成立しない。
笹原の4年次の夏コミ直前にスーと来日し、大野とコスプレ共演。『二代目』での再来日の際、失恋した斑目に気兼ねなくアタックを仕掛けるも、瀬戸際で波戸とスーに阻止される。
男性向けも嗜む腐女子。大野の話を真に受け、斑目を会う前から「Sou-Uke」と認識。「眼鏡フェチ」らしく荻上の「メガネ受け」同人誌と斑目を気に入った模様。ちなみに斑目の好きなポイントに「指が綺麗」とも発言している。
テニスや水泳をこなすスポーツウーマン。炎天下、長時間のコスプレでも涼しげに振る舞うタフな人物。
明るく奔放な性格で、突然来日したかと思えば勝手気ままに大野を振り回す。開放的な恋愛観を持ち、波戸とスーの嫉妬心を察知した上で「斑目を好きな者は全員一緒に彼を愛すればいい」と語る。度々斑目に恥ずかしいことを言い出しては大野に通訳を拒否される。ボディスタイルを含め自身のアピールポイントも積極的に活用するが、「手を繋ぐ」などといった基本的なスキンシップも行い、日本語を話せないというハンデも相手に自分を注視させるという作戦に利用している。
【アニメ版】
自己紹介程度の語学力を大胆なスキンシップでカバー。初対面の斑目にいきなり抱きつきアプローチを図るも、春日部への片想いを察知し身を引いた（『二代目』ではこれらのエピソードを継承）。田中にも色仕掛けで衣装制作を迫り、大野に張り倒される。
スザンナ・ホプキンス
※スザンナ・ホプキンスを参照

#### 荻上の中学時代の同級生
中島 裕子（ナカジマ ユウコ）
声 - 遠藤綾 / 日野まり
中学では文芸部に所属。荻上とは腐女子仲間で同人小説の挿絵を依頼。
中3の時、無断使用による荻上のイラスト本を作成。それを利用して巻田と荻上の仲を裂いた上、仲間と共謀し彼女一人に濡れ衣を着せた。5年後の夏コミにて売り子の荻上と再会し、同人活動および彼氏と思しき存在（笹原）を知る。翌年の夏コミにて荻上不在の『雪見庵』の面々に中学の一件を暴露。だが藪崎らの友情は覆らず、「二度と荻上とは会わない」と告げて去った。
悪用については当時の荻上との間柄から、巻田の排除が目的だった可能性もある。
腐女子嫌いの荻上に「同類」と呼ばれるほど遺恨は根深いが、どこか彼女のトラウマからの救済を望んでいる節がある。
重田 三奈（シゲタ ミナ）
声 - 井口裕香 / 小笠原早紀
荻上とは腐女子仲間で、中学では文芸部に所属。中島に付き添い荻上への態度を諫めようとする。荻上、中島の二人と比べて胸が豊か。
巻田（マキタ）
荻上の元恋人。眼鏡姿のせいか荻上から「受け」と評された。荻上に告白し内密に交際を開始。だが彼女が描いた自分のイラストが原因で不登校を続けた末、再会することなく転校した。その後の詳細は不明だが、中島の発言から何かしら荻上の救いになる状況ではあるらしい。

#### 波戸の高校時代の知人
神永 みちる（カミナガ-）
声 - 能登麻美子（二代目）
波戸の憧れの先輩で、雄一郎の恋人にあたる美女。波戸の女装モデルの一人でもあり、彼と比べ目元に隈があり若干細目。後ろ姿は瓜二つだったが、後に髪を切り黒く染め直した。やや男性口調で喋る。
高校時代はBLイラストを描いては美術部で公開。学園祭にて波戸と再会し、近々義姉となることを伝える。
筋金入りの腐女子で、波戸の女装癖に驚くどころか兄弟のカップリングを妄想。さらに「ハト×マダ」の予感に歓喜し後押しまでする。
波戸から810の存在と神永化についての事情説明を受け、「彼女（？）は自分の一部」と評価した。
今野（コンノ）
声 - 山岡ゆり（二代目）
波戸の同級生で当時は美術部に所属。大きな三白眼が特徴。自分の誤解で波戸が高校で孤立したと思い込んでいる（本当は別の部員の仕業）。学園祭で再会した波戸の女装姿に罪悪感がこみ上げ号泣した。
腐女子だが神永の上級者ぶりには付いていけない模様。波戸への好意を神永に見透かされている。
藤（フジ）
声 - 種田梨沙（二代目）
波戸の同級生で当時は美術部に所属。目が小さく背が高い。

#### 吉武の高校時代の知人
沢渡（サワタリ）
声 - 優木かな（二代目）
吉武の歴女仲間で当時は史学部に所属。ウェーブを掛けた毛染めのセミロングで、セルフレームの眼鏡を着用。高校ではハーフアップの髪型。吉武達と腐女子論争および歴史トリビア問答を繰り広げていた。
福田（フクダ）
吉武の歴女仲間で当時は史学部に所属。ショートボブにハーフリムの眼鏡が特徴。史学部3人の間ではツッコミ役。

#### 矢島の高校時代の知人
美作（ミマサカ）
声 - 阿久津加菜（二代目）
矢島の同級生。一部を束ねたセミショートで太い眉毛とソバカス、丸眼鏡が特徴。気弱な腐女子で矢島の後ろが定位置。彼女の実家にも溶け込んでおり「嫁」状態。本人も矢島と恋愛する気があるような発言をするが、基本的にスルーされている。矢島が言うところによると、高校時代の成績は矢島より上だが、家庭の事情により卒業後就職した。
一見ぽっちゃり系だが、20巻描き下ろしの入浴シーンではむしろ標準体型。矢島に合わせてわざと身体の線が出ない服を選んでいる。

### その他
元彼
声 - 野島裕史
姓名不詳。春日部の「とっくの昔に別れた」旧知の男性。春日部と会うべく学園祭を訪れた際、猫耳姿の彼女への誤解から未練が消失。会員はその存在を高坂に漏らさぬよう春日部から固く口止めされている。
岡田
声 - 日笠山亜美
アニメ版オリジナルキャラ。高校（又は中学）時代の斑目と同じクラスの女子。落ち込む級友を侮辱した斑目に平手打ちを見舞う。
タカシ
声 - 千葉進歩
恵子が高2の時の彼氏。海水浴場にて高坂に付きまとう恵子と遭遇し激怒するが、高坂と春日部に往なされ退散。この件を最後に恵子とは縁が切れた模様。
水鳥ツトム（ミズドリ ツトム）
声 - 遠藤純一
アニメ『くじアン』前期の監督。下品でズレた演出が制作側と原作ファン双方から叩かれ降板。コスプレ大会では審査員として参加していた。
伊鳩 コージ（イハト コージ）
声 - 大原崇
大手同人誌サークル『サイボーズ』代表。サークル名が示す通りの坊主頭。原口の同人誌合作企画に名を連ねる1人。原口を「貴重な存在」と称しつつもそのやり口に辟易しており、後始末に奔走する笹原にエールを送る。
草野（クサノ）
声 - 浅沼晋太郎
大手同人誌サークル『風祭ねこ』代表。原口の同人誌合作企画に名を連ねる1人。
【アニメ版】
サークルの原稿を勝手に売却した原口に対し賠償金を請求中。
金子 悟（カネコ サトル）
「鷲田社」代表取締役社長。一次面接にて笹原を無言で威圧するが、小野寺からは冗談交じりに「お飾り」と揶揄される。
小野寺 竜二（オノデラ リュウジ）
声 - 千葉進歩
「鷲田社」社員。派遣先はマガヅン編集部で『くじアン』の担当者。クセのある人物で笹原の二次面接官を務める。編集者として相反するポリシーを持ちながらも、笹原の真摯な姿勢を前向きに評価した。
810（ハト）
声 - 加隈亜衣（二代目）
波戸のドッペルゲンガーで、容姿や声は（胸囲を除き）女装時と同じ。波戸が女装を始めて以来、平時に出現。宙を漂い俯瞰視する。
「斑目萌え」の波戸を誘惑し、女装の封印を考えるまで食い下がる。最終的に好意を正直に認めさせ、妄想の現実化を推進。その後は女装姿で暴走する際も神永状態で現れるようになる。
妄想豊かな腐女子（?）。波戸の自己顕示を具現化させた女装とは対照的に、潜在意識が具現化した存在。そのため彼の願望を代弁し言い包めることが多い。

## 現視研および会員による発行誌
メバエタメ
不定期刊行のコピー誌。1987年の発行誌を確認。
いろはごっこ
「げんしけん」発行。2004年8月15日初版。24P。500円。男性向け「くじアン（会長ｘ山田）」本。発行数200（内保存用20）。完売。
笹原の3年次に発行。漫画を久我山と荻上、イラストを荻上が担当。笹原が予定していた文章ネタが実現せず、原案（会長ｘ千尋）も没となった。漫研と複数の同人サークルの他、アンジェラとスーに進呈された。アニメ版では新歓祭での宣伝材料として展示。
あなたのとなりに
「雪見庵」発行。500円。女性向け「くじアン（麦男ｘ千尋）」本。発行数50。頒布数11。
笹原の4年次に発行。荻上の個人作品。中島とスーに進呈された（スーはサイン入り）。アニメ版では薮崎の代理で麻田が購入。
巻田くん総受化計画・準備号
荻上の中学3年次に文芸部が発行。女性向け「巻田」本。小説と荻上の挿絵による非公開本となる筈が、イラスト版の意図的な流出で騒動となる。

## 用語
げんしけん（サークル）
現視研主催の同人誌サークル。サークル名義での成人向け作品の発表が懸念され、春日部が命名。代表（笹原）の卒業に伴い休止。
コスプレ大会
ボヤ騒ぎ後の学園祭で行われた「『くじびきアンバランス』コスプレ大会」を指す。市が主催のアニメフェスタの一環として、アニ研と漫研合同で開催。大野の代役と罰ゲームを兼ねた春日部が、田中制作の「会長」アレンジコスで出場。盗撮者撃退という功績も立て優勝した。活動停止の免罪には至らなかったがこの活躍で風当たりが弱まり、廃部だけは免れた。春日部に心酔した斑目は大学生活の思い出に挙げ、当時の生写真を秘蔵品にしている。
コミフェス
超巨大同人誌即売会「コミック・フェスティバル」の略称。東京ビッグサイトにて年2回開催されるオタクの祭典で、8月開催のコミフェスを「夏コミ」、12月を「冬コミ」と呼ぶ。秋葉原と並ぶ会員の屋外活動の場で、ほぼ毎回エピソードの舞台となる。実在するイベント「コミックマーケット（コミケ）」に該当する。コミケ会場の放送担当でもあるコミケット社長・米澤英子が、『げんしけん2』にてアナウンス役を演じた。
サークル参加
笹原が会長時に企画した、コミフェスでの販売を目的とした同人誌制作。原口の提携案を拒否し会員の手作りに拘った。締切間際になっても原稿が仕上がらず責任問題に発展するが、春日部の激と荻上の活躍により完成。コスプレによる販促も功を奏し完売に終わった。その後の打ち上げにて売り上げは消滅。苦労が堪えた笹原は次回以降の参加を見送るが、この時の経験と反省が後に活きることになる。
ストフェス
ガレージキットのイベント「ストレインジ・フェスティバル」の略称。田中と大野がコスプレイベントに参加。実在するイベント「ワンダーフェスティバル（ワンフェス）」に該当する。大阪・日本橋で開催されているストフェス（ストリートフェスタ）とは無関係。
ドッキリ
新会員の化けの皮がはがれる様子を、児文研から覗き見する伝統イベント。斑目、大野、スーらが仕掛け人として暗躍。作中では荻上は唯一の女性被害者で、高坂は罠にかからず、朽木は仕掛ける価値なしと見なされ免除。笹原の卒業時にも特別に催され、荻上共々再び標的にされた。初代会長のデータ収集の一翼も担っていた模様。
ボヤ騒ぎ
春日部の煙草が原因でゴミ置き場が炎上し、消防車が出動する事態に発展。大事には至らなかったものの、無期限活動停止の仮処分により学園祭が参加中止に。その後正式処分として1ヶ月間の部室使用ならびに活動の禁止、総計100時間のボランティア活動が通達された。
新歓祭
大学イベント「新入生歓迎祭」を指す。入学シーズンに全サークル合同で開催。第1話では漫研、アニ研に挟まれる形で現視研の本部が置かれており、サークル間で躊躇する笹原の目にとまることになる。
廃部騒動
サークルの設立要請に部室確保が追いつかない自治会が、現視研を含む不活性サークルの削減を告知。歓喜する春日部だったが、結局見るに見かねて立ち上がり存続を勝ち取る。だが功労者の彼女が得たものは「入会」というさらなる転落だった。
鷲田社（ワシダシャ）
編集者専門の人材派遣会社。笹原の勤務先。

## くじびき♥げんしけん
コミック未収録作品。全2話。スーらしき少女の登場や荻上の髪形、斑目の退職、大野の留年等、大まかな設定は後の『二代目』に受け継がれている。

## くじびきアンバランス
『少年マガヅン』連載中の「黒木優」原作の漫画。アニメやゲーム化される程の人気作品で、多くの同人誌や同人ゲームまで存在する。作中でも数々のエピソードに登場。斑目達の卒業回にて「第一部完」と銘打たれ、共に一つの節目を迎えた。単行本の書下ろしにて名場面集やゲーム紹介、設定資料等が会員のレヴュー形式で解説。アニメ版では深夜アニメとして放送。部室や会員の下宿先にもポスターが飾られている。
作中にて各キャラが以下のコスプレに扮する場面がある。
- 春日部：律子・キューベル・ケッテンクラート
- 大野：如月香澄（他に「くじびき♥げんしけん」で山田薫子）
- 高坂：橘いづみ（『げんしけん2』では秋山時乃（第2期版）に変更）
- 荻上：上石神井蓮子
- 波戸：山田薫子

## ラーメン天使プリティメンマ
原作17話に登場したアダルトゲーム。56話では、朽木がキャラのコスプレに扮している。作中での詳細は以下の通り。
- いわゆる「魔法少女もの」で、つるぺた属性が高い。
- 1クール、13話構成で1話完結形式。
- コミカルながらも毒のあるキャラ造詣で人間描写が深い。
- Ｈシーンが中々登場しない（「開始5分でエロシーンが見たい」と要望した笹原に対する斑目の罠）。

『第1期』では第12話にてパッケージのみ登場（スピンオフ作品とは異なる）。『げんしけん2』では続編『ラーメン天使プリティメンマ2』が登場し、『くじびき♥アンバランス』と並んでフィーチャーされた。またDVD特典としてセル画やピクチャードラマが同梱されている。

### 作中作における登場キャラクター
鳥柄 薫（トリガラ カオル）
声 - 金野潤
プリティメンマ
声 - 北原美和
キューティトンコ
声 - 原田ひとみ

### スピンオフ作品
ラーメン天使プリティメンマ（コミック）
- 作 - 城井のりあ
- 掲載 - 月刊コミックアライブ（メディアファクトリー） / 刊行 - MFコミックス
- 全1巻 / 2008年1月発売、ISBN 978-4-8401-1992-4

TVアニメ「げんしけん2」スピンオフ作品「ラーメン天使プリティメンマ」ドラマアルバム
- キャスト - 平野綾 / 後藤邑子 / 茅原実里
- ランティス / 2007年12月発売

## 制作

### 二代目
連載の再開にあたり、新キャラクターを出そうとした木尾は、（笹原の卒業後）荻上・大野を見て入部してくるのは女子ばかりではないかとまず考えたという。全員女子にするとバランスが悪くなるであろうところ、ちょうど「男の娘」がブームとなっており、入部の動機としての「腐男子」属性をつけた波戸というキャラクターが生まれることになった。「男の娘」を本作のリアルな世界観にはめ込めるか、木尾は最後まで悩んだという。木尾は、連載再開当時多く刊行されていた女装指南書を資料とし、女装の努力を描写するようにした。ただし読者が引かないように、リアルを求めすぎることはしていないという。波戸が一番かわいいという設定であり、ファッション誌を見てかわいいと思った服は大抵波戸に着せているという。

## 書誌情報
- 木尾士目 『げんしけん』 講談社〈アフタヌーンKC〉、全21巻
  1. 2002年12月18日発売、ISBN 4-06-321144-4
  2. 2003年6月23日発売、ISBN 4-06-321151-7
  3. 2003年12月22日発売、ISBN 4-06-321155-X
  4. 2004年6月23日発売、ISBN 4-06-321162-2
  5. 2004年11月22日発売、ISBN 4-06-321164-9
  6. 2005年6月23日発売、ISBN 4-06-321170-3
    - 「特装版」同日発売、ISBN 4-06-364639-4

  7. 2005年12月22日発売、ISBN 4-06-321174-6
  8. 2006年8月23日発売、ISBN 4-06-321179-7
  9. 2006年12月22日発売、ISBN 4-06-321183-5
    - 「特装版」同日発売、ISBN 4-06-364674-2

  10. 「二代目の壱」2011年5月23日発売、ISBN 978-4-06-310752-4
  11. 「二代目の弐」2011年12月22日発売、ISBN 978-4-06-310793-7
    - 「特装版」同日発売、ISBN 978-4-06-358377-9

  12. 「二代目の参」2012年6月22日発売、ISBN 978-4-06-387826-4
  13. 「二代目の四」2012年12月22日発売、ISBN 978-4-06-387856-1
  14. 「二代目の伍」2013年6月21日発売、ISBN 978-4-06-387895-0
  15. 「二代目の六」2013年12月20日発売、ISBN 978-4-06-387945-2
    - 「特装版」同日発売、ISBN 978-4-06-358462-2

  16. 「二代目の七」2014年6月23日発売、ISBN 978-4-06-387977-3
  17. 「二代目の八」2014年12月22日発売、ISBN 978-4-06-388021-2
  18. 「二代目の九」 2015年6月23日発売、ISBN 978-4-06-388061-8
  19. 「二代目の十」2015年12月22日発売、ISBN 978-4-06-388104-2
  20. 「二代目の十一」 2016年6月23日発売、ISBN 978-4-06-388143-1
  21. 「二代目の十二」2016年11月22日発売、ISBN 978-4-06-388209-4

PROJECT G げんしけん「同人誌」
第6巻特装版付録の同人誌。『げんしけん』『くじびきアンバランス』を題材に多数の作家が執筆。
あさりよしとお、甘詰留太、うたたねひろゆき、久米田康治、桜玉吉、志村貴子、園田健一、TAGRO、田丸浩史、二宮ひかる、氷川へきる、平野耕太、ももせたまみ、八雲剣豪
PROJECT G2 げんしけん「同人誌」
第9巻特装版付録の同人誌。『げんしけん』を題材に多数の作家が執筆。
みつみ美里、鳴子ハナハル、畑健二郎、森山大輔、鈴木次郎、沙村広明、石田敦子、瀬口たかひろ、藤木俊、犬上すくね、小梅けいと、安彦良和、きづきあきら、サトウナンキ、竹下けんじろう、安永航一郎、有馬啓太郎、篠房六郎、水橋かおり
現代視覚文化研究会活動記録
第9巻特装版付録のドラマCD。キャストはアニメ版と同じ。脚本は横手美智子。トラック2では出演声優によるコメントを収録。

## アニメ

### テレビアニメ
第1期
全12話。原作第1話「現視研」から第22話「げんしけん誕生」まで（作中時間で約1年9か月）の内容がアニメ化された。
第2期
シリーズ第2期（OVA版を含めれば3期）。全12話。スタッフは柳田と横手、声優など一部を除きOVA版から変更された。原作第27話「志・ミノタケ」から第42話「メンセツ」まで（作中時間で約1年3か月）の内容がアニメ化された。
第3期
シリーズ第3期（OVA版を含めれば4期）。全13話。2013年に月刊アフタヌーン3月号にてアニメ化を発表。5月6日13時30分に「ニコニコ生放送」による制作記者会見を開催。メインキャストの声優陣が総入れ替えとなり、新たに5人の声優が初披露された。

#### スタッフ
|                               | 第1期          | 第2期                         | 第3期                      |
| ----------------------------- | -------------- | ----------------------------- | -------------------------- |
| 原作                          | 木尾士目       | 木尾士目                      | 木尾士目                   |
| 監督                          | 池端隆史       | よしもときんじ                | 水島努                     |
| シリーズ構成                  | 横手美智子     | 横手美智子                    | 横手美智子                 |
| キャラクターデザイン          | 木下裕孝       | 柳田義明                      | 谷口淳一郎                 |
| 総作画監督                    | 木下裕孝       | 柳田義明、石橋有希子 野口孝行 | 谷口淳一郎、海谷敏久       |
| 衣装デザイン                  | -              | -                             | 浦上貴之                   |
| プロップデザイン              | -              | -                             | 竹中真吾                   |
| 美術設定                      | 泉寛           | 泉寛                          | 針生勝文                   |
| 美術監督                      | 奥井伸         | 奥井伸                        | 立田一郎                   |
| 色彩設計 色彩設定（第2期）    | 西香代子       | よしもときんじ                | 上野詠美子                 |
| 特殊効果                      | -              | -                             | 村上正博                   |
| CGディレクター                | -              | -                             | 遠藤工                     |
| 撮影監督                      | 土田栄司       | 佐々木和宏                    | 古川文男                   |
| 編集                          | 田熊純         | 田熊純                        | 植松淳一                   |
| 音響監督                      | 明田川仁       | 明田川仁                      | 水島努                     |
| 音楽                          | 宅見将典       | 小池雅也 オカザキシュン       | 福廣秀一朗                 |
| 音楽制作                      | ランティス     | ランティス                    | スターチャイルドレコード   |
| プロデューサー                | -              | -                             | 林玄規、土屋潤一郎、川口徹 |
| アニメーション プロデューサー | -              | -                             | 松下慶子                   |
| プロデュース                  | ジェンコ       | ジェンコ                      | -                          |
| 制作                          | パルムスタジオ | アームス 亜細亜堂（協力）     | Production I.G             |
| 製作                          | 現視研研究会   | コミフェス準備会              | げんしけん二代目製作委員会 |

#### 主題歌
第1期
オープニング主題歌
「くじびきアンバランス」（1話）
作詞・作曲 - 桃井はるこ / 編曲 - 小池雅也 / 歌・演奏 - UNDER17
「マイペース大王」（2話以降）
作詞・作曲・編曲・歌 - manzo
エンディング主題歌「びいだま」
作詞・作曲・歌 - アツミサオリ / 編曲 - 後藤康二

第2期
オープニングテーマ「disarm dreamer」（第2話 - 第11話）
作詞 - 畑亜貴 / 作曲 - 黒須克彦 / 編曲 - 宅見将典 / 歌 - 美郷あき
エンディングテーマ
「クラブハウスサンド」（第3話、第7話を除く）
作詞・作曲・歌 - ゆうまお / 編曲 - 菊谷知樹
第3話では挿入歌として使用。第9話はインストゥルメンタル・バージョン。
「あい」（第3話）
作詞・作曲・歌 - アツミサオリ / 編曲 - 後藤康二
「びいだま」（第7話）
作詞・作曲・歌 - アツミサオリ / 編曲 - 後藤康二
挿入歌「くじびきアンバランス」
作詞・作曲 - 桃井はるこ / 編曲 - 小池雅也 / 歌・演奏 - UNDER17

第3期
オープニング主題歌「げんし、女子は、たいようだった。」
作詞・作曲 - 桃井はるこ / 編曲 - Haraddy、鈴木勝彦 / 歌 - 上坂すみれ
エンディング主題歌「アオくユレている」
作詞 - 青木久美子 / 作曲・編曲 - 川島弘光 / 歌 - 荻上千佳（山本希望）、吉武莉華（上坂すみれ）、矢島美怜（内山夕実）、波戸賢二郎（加隈亜衣）

#### 各話リスト
| 話数 | サブタイトル                                 | 脚本       | 絵コンテ       | 演出       | 作画監督            |
| ---- | -------------------------------------------- | ---------- | -------------- | ---------- | ------------------- |
| 1    | 現代における視覚を中心とした文化の研究       | 横手美智子 | 池端隆史       | 山田一夫   | 谷口淳一郎          |
| 2    | 消費と遊興による現代青少年の比較分類         | 吉田玲子   | 古橋一浩       | 三原武憲   | 興石暁              |
| 3    | 地域文化振興の問題点とその功績               | 花村こけし | 殿勝秀樹       | 福本潔     | 敷島隆              |
| 4    | 扮装と仮装の異化による心理的障壁の昇華作用   | 池田眞美子 | 古橋一浩       | 平向智子   | 青井清年            |
| 5    | 自律行動に見る排斥と受容の境界               | 平見瞠     | 原明           | 原明       | 池下博紀            |
| 6    | サブカルチャーをめぐる他者との関係論         | 中瀬理香   | 古川順康       | 三原武憲   | 興石暁              |
| 7    | 対人関係における行動選択の特徴               | 横手美智子 | 平向智子       | 平向智子   | 原健                |
| 8    | 量産型製造過程における比較研究               | 高橋ナツコ | 佐藤卓哉       | さんぺい聖 | 松下清志 木下ゆうき |
| 9    | 特殊閉鎖状況下における説明義務の有無について | 横手美智子 | 水島努         | 水島努     | 谷口淳一郎          |
| 10   | 経済効果から考える余暇消費のフェティシズム   | 小林靖子   | 原明           | 殿勝秀樹   | 青井清年            |
| 11   | 都市型犯罪における悪意の所在論               | 横手美智子 | うえだひでひと | 三原武憲   | 興石暁              |
| 12   | 組織の再構築時に発生する課題と対策           | 横手美智子 | 水島努         | 水島努     | 谷口淳一郎          |

| 話数 | サブタイトル         | 脚本       | 絵コンテ       | 演出           | 作画監督                           |
| ---- | -------------------- | ---------- | -------------- | -------------- | ---------------------------------- |
| 1    | 新会長のココロザシ   | 横手美智子 | よしもときんじ | イワナガアキラ | 宮澤努                             |
| 2    | 会議はモメル         | 横手美智子 | よしもときんじ | 松本マサユキ   | Joung Soon an                      |
| 3    | アツい夏の一日       | 横手美智子 | 三田小太郎     | 藤本義孝       | Park Chang hwan                    |
| 4    | デキテンデスカ?      | 木尾士目   | 杜野幼青       | 岩崎知子       | をがわいちろを                     |
| 5    | マダラメ総ウケ       | 横手美智子 | よしもときんじ | 藤本義孝       | Joung Soon an りんしん（BLパート） |
| 6    | 趣味のモンダイ       | 横手美智子 | 三田小太郎     | イワナガアキラ | 宮澤努                             |
| 7    | 卒業症候群           | 横手美智子 | 三田小太郎     | 藤本義孝       | Seo jin Won                        |
| 8    | こすけん             | 横手美智子 | よしもときんじ | 松本マサユキ   | Joung Soon an                      |
| 9    | シューカツはいつも雨 | 横手美智子 | 杜野幼青       | 中村近世       | 服部憲知、清水智子 栗原学          |
| 10   | オタク・フロムUSA    | 木尾士目   | 岩崎知子       | 岩崎知子       | をがわいちろを                     |
| 11   | リアル・ハードコア   | 横手美智子 | 杜野幼青       | 藤本義孝       | 宮澤努                             |
| 12   | その先にあるもの…    | 横手美智子 | よしもときんじ | よしもときんじ | 石橋有希子、野口孝行 Eum Ik hyun   |

| 話数 | サブタイトル                         | 脚本       | 絵コンテ     | 演出         | 作画監督                                                                | 総作画監督 |
| ---- | ------------------------------------ | ---------- | ------------ | ------------ | ----------------------------------------------------------------------- | ---------- |
| 1    | 道のむこう、約束の場所               | 横手美智子 | 水島努       | 水島努       | 浦上貴之、海谷敏久                                                      | 谷口淳一郎 |
| 2    | 俺の脚を越えてゆけ                   | 横手美智子 | 畑博之       | 畑博之       | 名倉智史、容洪                                                          | 海谷敏久   |
| 3    | 腐り姫の夢（デイドリームビリーバー） | 横手美智子 | ひいろゆきな | ひいろゆきな | 竹中真吾、名倉智史 黒岩裕美、海谷敏久                                   | 谷口淳一郎 |
| 4    | HIGE TO BOIN                         | 後藤みどり | 小林敦       | 小林敦       | 山口飛鳥、角田桂一                                                      | 海谷敏久   |
| 5    | 業 NEXT!!                            | 後藤みどり | 藤井辰己     | 藤井辰己     | 容洪、飯飼一幸 胡拓磨                                                   | 谷口淳一郎 |
| 6    | 因果地平の彼方で、モエを叫ぶ         | 横手美智子 | 野村和也     | 平向智子     | 寺井佳史、中野良一                                                      | 海谷敏久   |
| 7    | KOIBANA3                             | 横手美智子 | 福冨博       | 市橋佳之     | 宮下雄次、頂真司 久原陽子、佐久間康子 山口飛鳥、角田桂一                | 谷口淳一郎 |
| 8    | ルートはあってもループはない         | 横手美智子 | 芦野芳晴     | 濁川敦       | 中山知世、角田桂一 容洪                                                 | 海谷敏久   |
| 9    | ホワイトゲートキーパー               | 後藤みどり | 福冨博       | 江島泰男     | 宗崎暢芳、式部美代子 李富煕、白井順 村山章子、松坂定俊 山本径子         | 谷口淳一郎 |
| 10   | Snow man                             | 後藤みどり | 藤井辰己     | 藤井辰己     | 本田真之、容洪 黒岩裕美                                                 | 海谷敏久   |
| 11   | いい最終回だった                     | 横手美智子 | 小林敦       | 小林敦       | 角田桂一、中山知世 山口飛鳥                                             | 谷口淳一郎 |
| 12   | 恋と仕事とチーズケーキ               | 横手美智子 | 芦野芳晴     | 市橋佳之     | 本田真之、容洪 山口飛鳥、中山知世 角田桂一                              | 海谷敏久   |
| 13   | あの部室で待ってる                   | 横手美智子 | 水島努       | 水島努       | 黒岩裕美、竹中真吾 海谷敏久、中山知世 本田真之、角田桂一 山口飛鳥、容洪 | 谷口淳一郎 |

#### 放送局
| 放送地域 | 放送局             | 放送期間                  | 放送日時           | 放送系列 | 備考 |
| -------- | ------------------ | ------------------------- | ------------------ | -------- | ---- |
| 千葉県   | ちばテレビ         | 2004年10月10日 - 12月26日 | 日曜 24:00 - 24:30 | 独立局   |      |
| 埼玉県   | テレビ埼玉         | 2004年10月10日 - 12月26日 | 日曜 25:05 - 25:35 | 独立局   |      |
| 兵庫県   | サンテレビ         | 2004年10月11日 - 12月27日 | 月曜 24:00 - 24:30 | 独立局   |      |
| 三重県   | 三重テレビ         | 2004年10月11日 - 12月27日 | 月曜 25:30 - 26:00 | 独立局   |      |
| 神奈川県 | tvk                | 2004年10月12日 - 12月28日 | 火曜 25:05 - 25:35 | 独立局   |      |
| 日本全域 | キッズステーション | 2004年10月15日 - 12月31日 | 金曜 24:00 - 25:00 | CS放送   |      |

| 放送地域 | 放送局             | 放送期間                  | 放送日時           | 放送系列       | 備考           |
| -------- | ------------------ | ------------------------- | ------------------ | -------------- | -------------- |
| 埼玉県   | テレ玉             | 2007年10月9日 - 12月25日  | 火曜 25:30 - 26:00 | 独立局         |                |
| 千葉県   | チバテレビ         | 2007年10月9日 - 12月25日  | 火曜 25:30 - 26:00 | 独立局         |                |
| 愛知県   | テレビ愛知         | 2007年10月9日 - 12月25日  | 火曜 27:28 - 27:58 | テレビ東京系列 |                |
| 神奈川県 | tvk                | 2007年10月10日 - 12月26日 | 水曜 25:15 - 25:45 | 独立局         |                |
| 兵庫県   | サンテレビ         | 2007年10月11日 - 12月27日 | 木曜 26:10 - 26:40 | 独立局         |                |
| 日本全域 | キッズステーション | 2007年10月12日 - 12月28日 | 金曜 24:00 - 24:30 | CS放送         | 製作委員会参加 |

| 放送地域   | 放送局             | 放送期間                                        | 放送日時                              | 放送系列                                | 備考                                                           |
| ---------- | ------------------ | ----------------------------------------------- | ------------------------------------- | --------------------------------------- | -------------------------------------------------------------- |
| 東京都     | TOKYO MX           | 2013年7月6日 - 9月28日                          | 土曜 25:00 - 25:30                    | 独立局                                  |                                                                |
| 埼玉県     | テレ玉             | 2013年7月7日 - 9月29日                          | 日曜 23:30 - 24:00                    | 独立局                                  |                                                                |
| 千葉県     | チバテレビ         | 2013年7月7日 - 9月29日                          | 日曜 23:30 - 24:00                    | 独立局                                  |                                                                |
| 神奈川県   | tvk                | 2013年7月7日 - 9月29日                          | 日曜 23:30 - 24:00                    | 独立局                                  |                                                                |
| 愛知県     | テレビ愛知         | 2013年7月8日 - 9月30日                          | 月曜 26:05 - 26:35                    | テレビ東京系列                          |                                                                |
| 近畿広域圏 | 毎日放送           | 2013年7月8日 - 9月30日                          | 月曜 26:55 - 27:25                    | TBS系列                                 |                                                                |
| 韓国全域   | ANIPLUS            | 2013年7月9日 - 10月1日                          | 火曜 24:00 - 24:30                    | CS放送 IP放送 ケーブルテレビ ネット配信 | 19歳以上視聴可で放送 韓国語字幕あり ダウンロードサービス未提供 |
| 日本全域   | ニコニコ生放送     | 2013年7月13日 - 10月5日                         | 土曜 24:00 - 24:30                    | ネット配信                              |                                                                |
| 日本全域   | ニコニコチャンネル | 2013年7月13日 - 10月5日                         | 土曜 24:30 更新                       | ネット配信                              | 最新話1週間無料                                                |
| 日本全域   | バンダイチャンネル | 2013年7月14日 - 10月6日                         | 日曜 24:00 更新                       | ネット配信                              | 見放題サービス利用者は全話見放題                               |
| 日本全域   | dアニメストア      | 2013年7月16日 - 10月8日                         | 火曜 12:00 更新                       | ネット配信                              | 見放題サービス利用者は全話見放題                               |
| 日本全域   | アニマックス       | 2013年7月18日 - 9月26日 2013年10月4日・10月11日 | 木曜 22:00 - 22:30 金曜 22:00 - 22:30 | BS/CS放送                               | リピート放送あり                                               |
| 日本全域   | アニマックス       | 2013年7月20日 - 9月28日 2013年10月5日・10月12日 | 土曜 22:00 - 22:30 土曜 22:30 - 23:00 | BS/CS放送                               | [ 注 9 ]                                                       |

| キッズステーション 木曜24:30枠 | キッズステーション 木曜24:30枠 | キッズステーション 木曜24:30枠 |
| 前番組                         | 番組名                         | 次番組                         |
| ------------------------------ | ------------------------------ | ------------------------------ |
| はぴねす!                      | げんしけん                     | Dream Factory                  |

| キッズステーション 金曜24:00枠 | キッズステーション 金曜24:00枠 | キッズステーション 金曜24:00枠 |
| 前番組                         | 番組名                         | 次番組                         |
| ------------------------------ | ------------------------------ | ------------------------------ |
| ゼロの使い魔 〜双月の騎士〜    | げんしけん2                    | true tears                     |

#### 映像特典（第3期）
Blu-ray各巻およびDVD-BOX各ディスク収録の短編映像。
| 話数   | サブタイトル                                  | 脚本       | 絵コンテ | 演出   | 作画監督 | 総作画監督 |
| ------ | --------------------------------------------- | ---------- | -------- | ------ | -------- | ---------- |
| 第一話 | 第一回 こんなに可愛い子が女の子のはずがない件 | 後藤みどり | 笹本信作 | 濁川敦 | 海谷敏久 | -          |
| 第二話 | 第一回 スーさんがなんか強い件                 | 後藤みどり | 笹本信作 | 頂真司 | 頂真司   | 海谷敏久   |
| 第三話 | 第一回 波戸ちゃんがつるつるな件               | 後藤みどり | 笹本信作 | 頂真司 | 頂真司   | 海谷敏久   |
| 第四話 | 第一回 そろそろ斑目総受けは飽きた会議         | 後藤みどり | 笹本信作 | 濁川敦 | 海谷敏久 | 中山知世   |

### OVA・OAD
第1期OVA版
2006年12月22日より発売された『くじびきアンバランス DVD-BOX』の購入特典として同梱された完全新作。全3話。2008年6月には1巻にまとめた『げんしけんOVA COLLECTION』が発売された。2007年12月31日にキッズステーションにて一挙放送。スタッフおよび製作会社は横手以外ほぼ変更されたが、声優陣は『第1期』のキャストが起用された。

第3期OAD
2013年12月20日に発売の単行本15巻『げんしけん 二代目の六』の特装版に同梱されるオリジナルアニメーションDVD。
スタッフ・キャストは『二代目』と同様。内容は第51話「ボンノーはとめどなく」での成田山初詣エピソード。

#### スタッフ（OVA・OAD）
|                               | 第1期OVA                                                                                   | 第3期OAD                       |
| ----------------------------- | ------------------------------------------------------------------------------------------ | ------------------------------ |
| 原作                          | 木尾士目                                                                                   | 木尾士目                       |
| 監督                          | 水島努                                                                                     | 水島努                         |
| シリーズ構成                  | 横手美智子                                                                                 | 横手美智子                     |
| キャラクターデザイン          | 柳田義明                                                                                   | 谷口淳一郎                     |
| 総作画監督                    | 柳田義明                                                                                   | 谷口淳一郎、海谷敏久           |
| 衣装デザイン                  | -                                                                                          | 浦上貴之                       |
| プロップデザイン              | -                                                                                          | 竹中真吾                       |
| 美術設定                      | 泉寛                                                                                       | 針生勝文                       |
| 美術監督                      | 奥井伸                                                                                     | 立田一郎                       |
| 色彩設計                      | 中島淑子                                                                                   | 上野詠美子                     |
| 特殊効果                      | -                                                                                          | 村上正博                       |
| CGディレクター                | -                                                                                          | 遠藤工                         |
| 撮影監督                      | 斎藤秋男                                                                                   | 古川文男                       |
| 編集                          | 及川雪江、田村ゆり                                                                         | 植松淳一                       |
| 音響監督                      | 明田川仁                                                                                   | 水島努                         |
| 音楽                          | 長谷川智樹                                                                                 | 福廣秀一朗                     |
| 音楽制作                      | -                                                                                          | スターチャイルドレコード       |
| プロデューサー                | 伊平崇耶、坂本直紀 塚本浩司、松山竜一郎                                                    | 林玄規、土屋潤一郎 川口徹      |
| アニメーション プロデューサー | -                                                                                          | 松下慶子                       |
| プロデュース                  | ジェンコ                                                                                   | -                              |
| 制作                          | 亜細亜堂                                                                                   | Production I.G                 |
| 製作                          | メディアファクトリー 東芝エンタテインメント キッズステーション コミックとらのあな ジェンコ | げんしけん二代目 OAD製作委員会 |

#### 主題歌（OVA・OAD）
第1期OVA
オープニングテーマ「青春として」
作詞・作曲・編曲・歌 - manzo
エンディングテーマ「びいだま」
作詞・作曲・歌 - アツミサオリ / 編曲 - 後藤康二

第3期OAD
エンディングテーマ「Signpost」
作詞・作曲・編曲 - 川島弘光 / 歌 - 荻上千佳（山本希望）

#### 各話リスト（OVA・OAD）
| 巻数 | 話数 | サブタイトル              | 絵コンテ | 演出     | 作画監督                                                                |
| ---- | ---- | ------------------------- | -------- | -------- | ----------------------------------------------------------------------- |
| 1    | 13   | オタクが嫌いな荻上です    | 福富博   | 根岸宏樹 | 藤森雅也、をがわいちろを                                                |
| 2    | 14   | 私はオタク星人            | 岡英和   | 朝見松雄 | 鹿島功光                                                                |
| 3    | 15   | じゃあ、脱がしてあげるッ! | 八谷賢一 | 福本潔   | 二宮壮史、飯飼一幸 松岡秀明、鷲北恭太 柳伸亮、吉田伊久雄 うめつゆきのり |

| 話数 | サブタイトル         | 脚本       | 絵コンテ・演出 | 作画監督                              | 総作画監督 |
| ---- | -------------------- | ---------- | -------------- | ------------------------------------- | ---------- |
| OAD  | ボンノーはとめどなく | 後藤みどり | ひいろゆきな   | 海谷敏久、本田真之 山口飛鳥、角田桂一 | 谷口淳一郎 |

## ラジオ
『第1期』に合わせ2004年7月から12月までラジオ大阪で『桃井はるこの現代視覚文化研究会・略してラジオげんしけん』を放送。番組内では『くじびきアンバランス』のラジオドラマを放送。ネット配信ではスタッフを中心とした『うらけん』を配信。また『げんしけん2』に合わせ2007年10月9日より檜山修之と水橋かおりによる『げんちょけん おたくならぢを』をネット配信。

## 小説
小説 げんしけん 拝入蘭人（はいるらんと）の野望〜Return of the OTAKU〜
- 著 - 飯田和敏[注 11] / イラスト - 木尾士目
- KCノベルス（講談社） / 2008年1月発売（ISBN 978-4-06-373318-1）

笹原の2年次に起こった謎のゲームを巡る会員の失踪と、その解明に挑む斑目、春日部の活躍を描く外伝。原作エピソードとの関連が少なく、独自の観点に基づいた作品となっている。

## 関連商品

### CD
「げんしけん」オリジナルサウンドトラック
- ランティス / 2004年11月発売

「げんしけん2」オリジナルサウンドトラック
- ランティス / 2007年12月発売

げんしけん二代目 MEBAETAME Music Collection
- キングレコード / vol.1 - 2013年10月発売 / vol.2 - 2013年11月発売 / vol.3 - 2013年12月発売

### 書籍
げんしけん OFFICIAL BOOK
- 講談社 / 2004年11月発売（ISBN 978-4-06-334955-9）